# Nisi Dominus (Vivaldi)
Nisi Dominus és una obra religiosa d'Antonio Vivaldi, un motet sobre el salm 126 de la Vulgata (salm 127 en la traducció interconfessional de La Bíblia basada en La Bíblia hebrea). Koldener cita quatre versions de Nisi Dominus de Vivaldi:
- En sol menor, per a contralt solista, orquestra de corda amb viola d'amore i baix continu;[2] en el manuscrit es detalla «a Alto solo, del Sig. Antonio Vivaldi». Es troba al fons Foà de la Biblioteca Nacional de Torí, volum 40.[1] Correspon al RV 608. Va sobreviure a Torí no en forma d'un manuscrit autògraf, però en parts separades; hi ha diferents escriptures manuscrites: del propi compositor, del seu pare i van col·laborar altres escriptors de música.[3]
- En la major, per a dues sopranos, contralt, tenor i baix, corda i baix continu; en el manuscrit es detalla «a 5 con Strumenti» Es troba al fons Giordano de la Biblioteca Nacional de Torí, volum 35. Correspon al RV 803.
- En sol major, per a soprano, corda i baix continu; en el manuscrit es detalla «a Voce sola e 5 Strumenti». Es troba al fons Foà de Torí, volum 40.
- En fa major, per a soprano, contralt, baix, corda i baix continu; en el manuscrit es detalla «a 3 con 5 Strumenti». Es troba al fons Giordano de Torí, volum 33.

Les que apareixen en el catàleg RV i han estat enregistrades són el Nisi Dominus en sol menor, RV 608 i el Nisi Dominus en la major, RV 803, que són les que es desenvolupen en aquest article. Entre els salms per ser una veu sola de Vivaldi, el RV 608 és sens dubte el més ambiciós tant en les seves qualitats artístiques genuïnes con en les grans proporcions. Pel que fa al Nisi Dominus RV 803, és una obra incorporada al catàleg RV recentment. Aquest va ser l'últim dels cinc salms pels quals Vivaldi va cobrar el 1739 (els altres quatre eren el RV 604, RV 609, RV 795 i RV 789, incomplet).

## Estructura general
El text del salm queda estructurat en sis moviments, i els tres darrers són els propis de la doxologia, habitual en el final de moltes obres religioses:
| 1. «Nisi Dominus» 2. «Vanum est vobis» 3. «Surgite» | 4. «Cum dederit» 5. «Sicut sagittae» 6. «Beatus vir» | 7. «Gloria Patri» (Doxologia) 8. «Sicut erat» 9. «Amen» |

## Nisi DominusRV 608

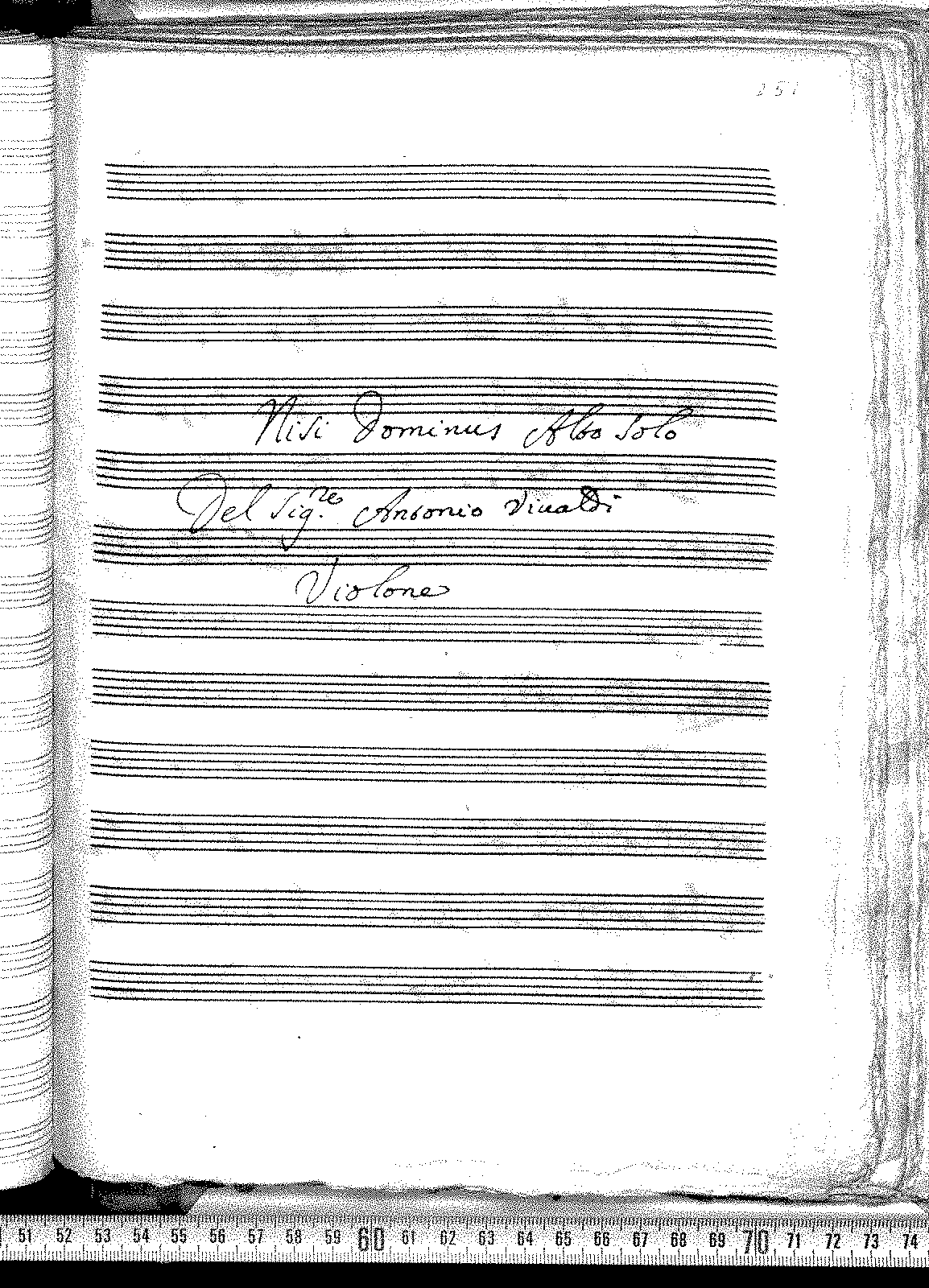
Couverture manuscrite de Nisi Dominus RV 608, Bibliothèque royale de Turin.

Aquesta obra probablement data del seu primer període de composicions sacres tot i que no se sap ben bé si fou escrita per a l'Ospedale della Pietà. El fet que el manuscrit presenta l'escriptura de diferents persones (Antonio, el seu pare i altres), fa pensar que el seu destí inicial era per alguna altra institució diferent de la Pietà. Va ser el pare de Vivaldi qui va copiar la part de la viola d'amore del Glòria Patri. I probablement, Vivaldi que també fou un virtuós de la viola d'amor, podria haver interpretat el solo.
Es tracta d'una cantata de grans dimensions (una interpretació sol durar uns 24 minuts) i construïda de la següent manera:
| Moviment             | Instrumentació                 | Tempo        | Tonalitat |
| -------------------- | ------------------------------ | ------------ | --------- |
| 1. «Nisi Dominus»    | contralt, corda i b.c.         | allegro      | sol menor |
| 2. «Vanum est vobis» | contralt i b.c.                | largo        | si♭ major |
| 3. «Surgite»         | contralt, corda i b.c.         | presto/largo | si♭ major |
| 4. «Cum dederit»     | contralt, corda i b.c.         | largo        | sol menor |
| 5. «Sicut sagittae»  | contralt i b.c.                | presto       | si♭ major |
| 6. «Beatus vir»      | contralt i b.c.                | andante      | si♭ major |
| 7. «Gloria Patri»    | contralt, viola d'amore i b.c. | larghetto    | re menor  |
| 8. «Sicut erat»      | contralt, corda i b.c.         | allegro      | sol menor |
| 9. «Amen»            | contralt, corda i b.c.         | allegro      | sol menor |

### Anàlisi musical
Els nou moviments abracen estils musicals i combinacions instrumentals tan variades com es pugui imaginar. Dos moviments ("Vanum est vobis" i "Beatus vir") són àries simples amb només acompanyament del baix continu, mentre que "Sicut sagittae" està escrit per a la contralt i un acompanyament d'orquestra de corda a l'uníson. I el "Nisi Dominus" i "Sicut erat" són, de fet, melodies per a l'església escrites a l'estil d'un animat concert instrumental. El "Cum déderit somnum", on apareix la idea de "dormir", es tradueix en una música lenta, una siciliana, amb un patró cromàtic ascendent que el compositor sovint explotà en associació amb la idea del somni (com en el segon episodi del primer moviment del Concert de "La primavera", RV 269); per aquest moviment, s'especifica l'ús de sordines de plom.
És el tercer moviment ("Surgite"), que és el més original, està pensat com un recitatiu acompanyat; revela patrons ascendents ràpids que il·lustren el fet de l'aixecament que s'entrellacen amb els passatges lents i meditadors del "manducatis panem doloris" ("menjar un pa dolorós"). L'últim "Amen" imita l'estil del "Al·leluia" d'un motet. Però és en el "Glòria" que roman el cor de l'espiritualitat d'aquest Nisi Dominus; en lloc d'aparèixer l'expressió habitual d'alegria, emergeix un sentiment de solitud, de foscor, molt inquietant.

## Nisi DominusRV 803
El maig de 2003, la musicòloga australiana Janice Stöckigt va informar que entre les obres vocals sacres de Baldassare Galuppi que hi ha a la Sächsische Landesbibliothek de Dresden, hi havia un salm que conté moviments escrits per a viola d'amor, chalumeau ("salmò" en dialecte venecià) i un instrument descrit com a "tromba marina" (que no és una trompeta marina; és com un "violino in tromba marina", és a dir un violí amb el pont modificat per donar una sonoritat determinada). Només a la Pietà, amb la que Galuppi no va tenir cap relació, s'havien utilitzat aquests instruments. Entre el conjunt de salms que Vivaldi havia oferit a la Pietà el 1739, n'hi havia un amb una descripció similar. I, Vivaldi, era un compositor amb l'audàcia d'utilitzar els tres instruments junts. Finalment, se sabia que la versió de 1739 del Beatus vir (RV795) conservada a Dresden ja havia sigut deliberadament atribuïda a Galuppi (que no era l'autor) pel seu copista venecià, Iseppo Baldan, conegut entre els estudiosos de l'època per les seves falses atribucions. Semblava clar que el salm podria haver sofert la mateixa destinació.
Porpora, un compositor napolità que va viure molts anys a Venècia, fou un competidor i un referent pel que fa a la música vocal a Venècia, i també ho fou per a Vivaldi; l'estil d'aquesta obra és proper al de les obres de Porpora. El Nisi Dominus RV 803 té unes dimensions considerables, ja que té vuit moviments, un menys que el Nisi Dominus RV 608. Una interpretació sol durar uns 22 minuts. Està construïda de la següent manera:
| Moviment                        | Instrumentació                            | Tempo     | Tonalitat |
| ------------------------------- | ----------------------------------------- | --------- | --------- |
| 1. «Nisi Dominus aedificaverit» | solistes (SAT), corda i b.c.              | allegro   | la major  |
| 2. «Nisi Dominus custodierit»   | contralt, viola d'amor, 2 violins i orgue | allegro   | re major  |
| 3. «Vanum est vobis»            | contralt, corda i b.c.                    | allegro   | sol major |
| 4. «Cum dederit»                | contralt, chalumeau, 2 violins i orgue    | ...       | do major  |
| 5. «Sicut sagittae»             | tenor, "tromba marina", corda i b.c.      | allegro   | sol major |
| 6. «Beatus vir»                 | soprano, violoncel sol i orgue            | ...       | re major  |
| 7. «Gloria Patri»               | soprano, corda i orgue obligat            | larghetto | mi menor  |
| 8. «Sicut erat in principio»    | solistes (SAT), corda i b.c.              | allegro   | la major  |

### Anàlisi musical
Aquesta obra és realment peculiar, ja que està escrita per a tres veus solistes (SAT: soprano, contralt i tenor) i cinc instruments obbligato (a més dels tres esmentats anteriorment, i el violoncel i un orgue sol), i també inclou l'orquestra de corda habitual i el baix continu. L'estructura assigna un moviment independent per a cada vers (el salm en té sis, més dos de la doxologia). És una distribució quasi simètrica; els moviments externs, amb elements comuns, utilitzen les tres veus i l'orquestra. El segon i sisè moviments estan escrits per a una sola veu, amb un instrument obbligato (viola d'amore i violoncel, respectivament) i baix continu. El tercer i cinquè moviments són per veu i orquestra, amb l'afegit del "violino in tromba marina" en el cinquè moviment. I el quart moviment, sensacional, el de la "tranquil·litat enmig de la tempesta", és per a una sola veu, chalumeau obligat i un acompanyament on alternen els violins a l'uníson i un baix continu no harmonitzat. Fins i tot l'esquema de les tonalitats és força simètric: la-re-sol-do-sol-re-(mi)-la, amb l'excepció del setè moviment en mi menor. Probablement, la veu de tenor solista l'hauria cantada Ambrosina, una de les "figlia di coro" de la Pietà, que tenia una veu molt greu i profunda; Vivaldi escrivia les seves parts en la clau de tenor i apareix el seu nom en la darrera versió del Magnificat, RV 611, també del mateix any (1739).

## Text en llatí
És el text del salm 126 de la Vulgata (salm 127):
- Nisi Dominus aedificaverit domum: in vanum laboraverunt qui aedificant eam.
- Nisi Dominus custodierit civitatem: frustra vigilat qui custodit eam.
- Vanum est vobis ante lucem surgere: surgite, postquam sederitis, qui manducatis panem doloris.
- Cum dederit dilectis suis somnum: ecce hereditas Domini, filii merces, fructus ventris.
- Sicut sagittae in manu potentis: ita filii excussorum.
- Beatus vir, qui implevit desiderium suum ex ipsis: non confundetur cum loquetur inimicis suis in porta.
- Gloria Patri, et Filio: et Spiritui sancto.
- Sicut erat in principio, et nunc, et semper: et in saecula saeculorum,
- Amen.